# Catalepis
Catalepis  Stapf&Stent é um género botânico pertencente à família Poaceae, subfamília Chloridoideae, tribo Cynodonteae.
O gênero apresenta uma única espécie. Ocorre na África.

## Espécie
- Catalepis gracilis Stapf & Stent